# Laxenecera andrenoides
Laxenecera andrenoides är en tvåvingeart som beskrevs av Macquart 1846. Laxenecera andrenoides ingår i släktet Laxenecera och familjen rovflugor. Inga underarter finns listade i Catalogue of Life.